# Gampi

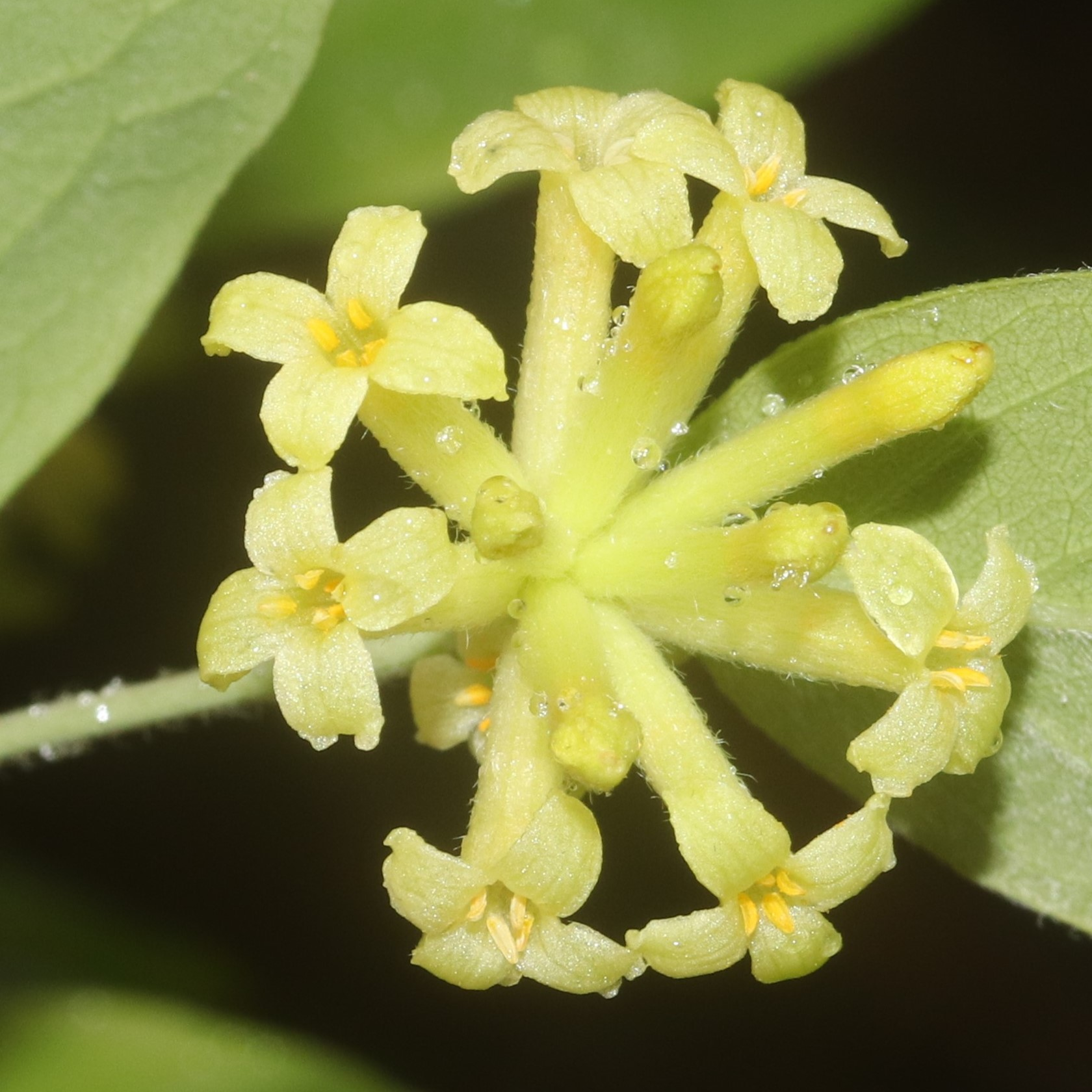
Blütenstand

Gampi (jap. 雁皮, auch Ganpi, wörtlich übersetzt „Gänsehaut“, oder Kami no ki, wörtlich übersetzt Papierbaum) (Daphne sikokiana) ist eine Pflanzenart aus der Gattung Seidelbast (Daphne) innerhalb der Familie Seidelbastgewächse (Thymelaeaceae). Sie kommt nur auf den zentralen und westlichen japanischen Inseln Honshū, Shikoku und Kyushu (nur in der Präfektur Saga) vor. Ihre Fasern werden zur Herstellung von Japanpapier verwendet. 

## Beschreibung

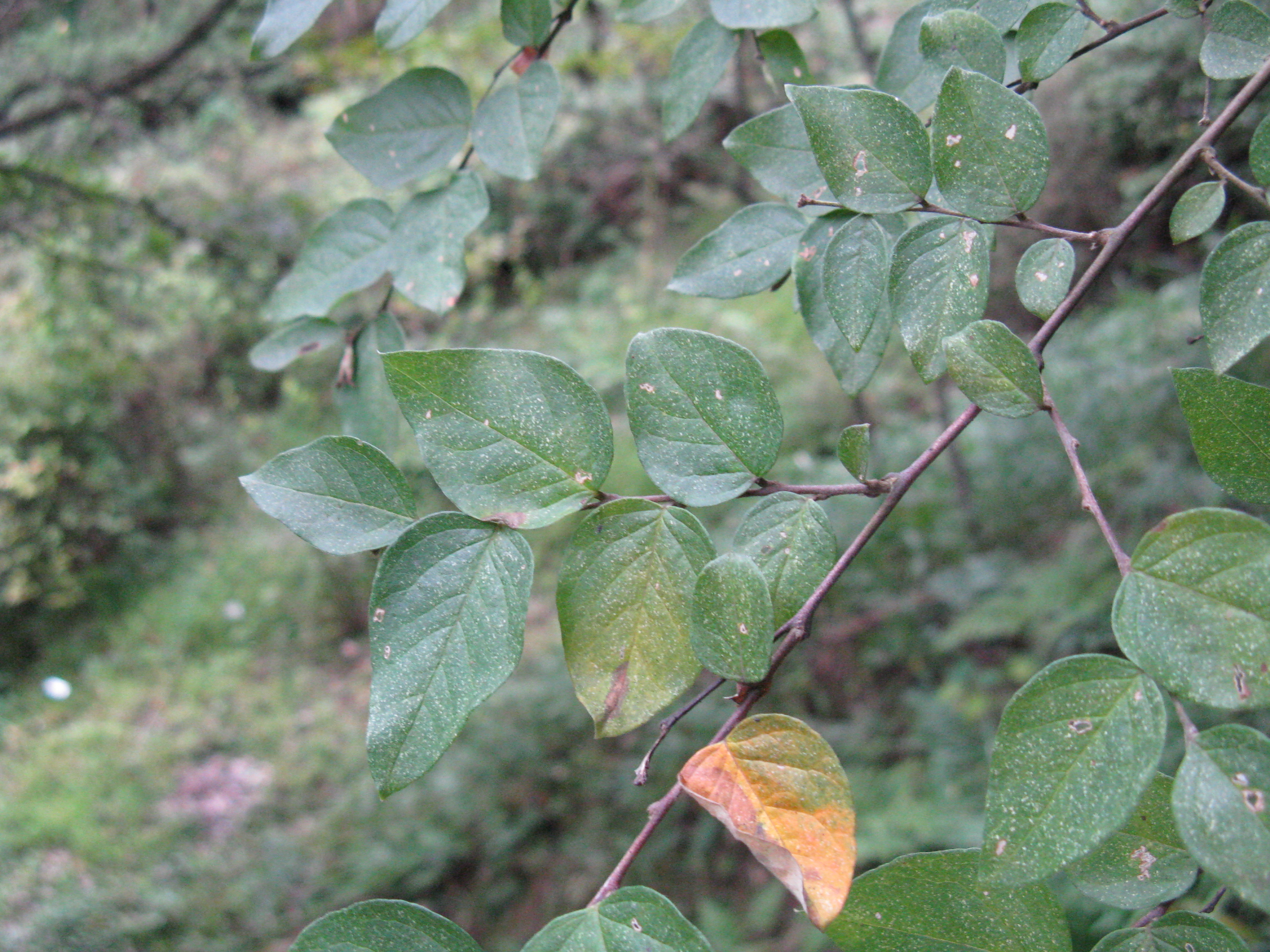
Zweig mit Laubblättern

### Erscheinungsbild und Blatt
Gampi wächst als sommergrüner Strauch, der Wuchshöhen von meist etwa 2 (1 bis 3) Meter erreicht. Die Rinde ist seidig behaart und an älteren Pflanzenteilen braun. Die Äste sind ausgebreitet.
Die wechselständig an den Zweigen angeordneten Laubblätter sind in Blattstiel und -spreite gegliedert. Der kurze Blattstiel ist 2 bis 3 mm lang. Die einfache, ledrige, seidig behaarte Blattspreite ist bei einer Länge von 1,5 bis 8 cm und einer Breite von 1 bis 4 cm eiförmig mit abgerunder bis gestutzter oder stumpfer Basis und spitzem bis zugespitztem oberen Ende.

### Blütenstand, Blüte und Frucht
Die Blütezeit in Japan reicht von Mai bis Juni. Die endständigen, kopfigen Blütenstände enthalten 7 bis 20 Blüten. Die ungestielten Blüten sind zwittrig oder selten eingeschlechtig und vierzählig. Die vier haltbaren, gelben, kronblattähnlichen Kelchblätter sind zu einer 8 mm langen, schmalen Kelchröhre verwachsen und die vier Kelchzipfel sind 2 bis 3 mm lang. Es sind zwei Kreise mit je vier kurzen Staubblättern am Schlund vorhanden. Der Diskus ist im oberen Bereich einfach bis dreiteilig. Der dicht lang behaarte, oberständige Stempel ist etwa 4 mm lang.
Die kurz gestielte, bei einer Länge von etwa 6 mm schmal eiförmig-spindelförmige, harte beerenartige Frucht ist behaart und vom haltbaren Kelch umhüllt.

## Taxonomie
Die Erstbeschreibung erfolgte 1878 unter dem Namen (Basionym) Wikstroemia sikokiana Franch. & Sav. durch Adrien René Franchet und Paul Amédée Ludovic Savatier in Enumeratio Plantarum in Japonia Sponte Crescentium ..., 2, 2, S. 481. Die Neukombination zu Daphne sikokiana (Franch. & Sav.) Halda erfolgte 1999 durch Halda in Acta Musei Richnoviensis, Volume 6, 3, S. 209. Weitere Synonyme für Daphne sikokiana (Franch. & Sav.) Halda sind: Wikstroemia canescens var. pauciflora Franch. et Sav., Diplomorpha sikokiana (Franch. & Sav.) Honda, Diplomorpha sikokiana (Franch. & Sav.) Nakai. Das Artepitheton sikokiana bezieht sich auf die südjapanische Insel Shikoku.

## Nutzung
Ihre feinen und glatten Bastfasern werden zur Herstellung von Japanpapier, das in Japan Washi genannt wird, verwendet. Die Ernte erfolgt, wenn die Pflanzen viel Wasser enthalten, zwischen Februar und Mai.